# Cəfər Cabbarlı
Cəfər Cabbarlı (Xızı, 20 marzo 1899 – Baku, 31 dicembre 1934) è stato un drammaturgo, poeta e attore azero.

## Biografia
Nacque il 20 marzo 1899, in una povera famiglia contadina nel villaggio di Khizi. La sua famiglia si trasferì in città nel 1903, vivendo nella parte superiore del così chiamato “quartiere montanaro”. Il padre era un commerciante. Nel 1904, dopo la morte del padre, tutta la responsabilità della famiglia ricadde su sua madre Shahbika.

### Primi anni d’istruzione
La madre, per non lasciare il figlio minore privo di istruzione, inviò Cəfər dalla mullà del quartiere per leggere il Charaka Samhita, e poco dopo, dal Mullà Gadir per leggere il Corano. All'età di 6-7 anni Cəfər aiutava la sua famiglia vendendo ai negozi il pane che cucinava sua madre. Ad un certo punto comprende che la Mullà Khana non gli insegnerà niente, così, insieme ai ragazzi del quartiere si iscrive alla prima classe della scuola "musulmana e russa" fondata nel 1905, nella villa privata di Haji Mammadhuseyn Badalov, in “Starij Počtovi-25”. I primi professori di Jafar furano famosi pedagoghi e scrittori, come Suleyman Sani Akhundov, Abdulla Shaig, Rahim bey Shikhlinski, Alimammad Mustafayev. Nel 1908, mentre completava gli studi nella scuola "musulmana e russa" ha continuato ad aiutare la famiglia. Più tardi, ha studiato a Baku, nella scuola superiore-secondaria intitolata a Alekseev. Il 2 aprile 1915 completando i suoi studi nella scuola, giovane Jafar si iscrisse presso la facoltà di elettro-meccanica della Suola Politecnica di Baku, laureandosi il 6 maggio 1920.
Successivamente si iscrisse alla facoltà di medicina dell’Università Statale dell’Azerbaigian. Ben presto si rese conto che questi studi non erano ciò a cui aspirava, per cui decise di lasciare l’università. Dal mese di settembre del 1923 iniziò a frequentare le lezioni della Scuola turca di teatro di Baku. Contemporaneamente ha continuato i suoi studi nel dipartimento di Storia della facoltà di Studi orientali dell’Università statale dell’Azerbaigian.

## I primi anni dell’attività letteraria

### Poesie liriche e satiriche. I suoi racconti e le prime opere drammatiche.
Cabbarlı ha iniziato l’attività letteraria nel 1911 con una poesia pubblicata nella rivista Hagigati-Afkar. Ma il periodo di maggior fermento inizia nel 1915 per concludersi dopo circa vent'anni, nel 1934. Trasse principalmente ispirazione sia dalla letteratura classica democratico-realista, che dalla letteratura popolare dell’Azerbaigian, ma soprattutto dal realismo dallo scrittore azero Mirzə Fətəli Axundov. Il suo realismo era fondato sulla vita del popolo e dei lavoratori azeri, sul loro desiderio di una vita libera e felice, verso la prosperità, lo sviluppo, la luce e la verità.
Il 3 aprile 1915 pubblica nella sesta edizione del giornale "Mekteb" (Scuola) la poesia Primavera. Nel 1915, inoltre, vinse il concorso di poesia organizzato dal giornale Gurtulush, con Un orfano al tramonto. Durante la cerimonia gli regalarono il testo Hop hop name dello scrittore Sabir e l’abbonamento gratuito per un anno al giornale. 

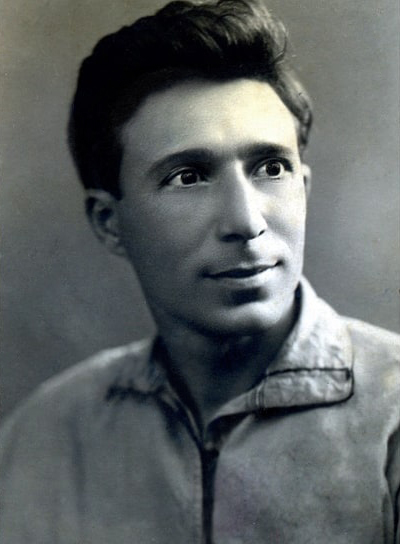
Cabbarlı da giovane

Fin dall’infanzia si era mostrato sensibile alle condizioni difficili della vita della gente, consapevole della divisione della società tra ricchi e poveri, cercando di esprimere, attraverso i suoi scritti, la propria opinione contro queste ingiustizie. Rifletté tutti questi pensieri nelle sue poesie come La notte tempesta d′inverno, A quelli che festeggiano la festa, Mendicante e Contributo dei musulmani alla preparazione per la festa di Novruz.
La satira, che occupava un ruolo importante nell’attività letteraria, fu fondamentale per la sua formazione realista e democratica. Nelle sue prime poesie satiriche, sia per il soggetto che per la forma, traspare lo spirito dello scrittore Sabir. Nella sua poesia satirica, A mia figlia, vennero criticati i padri, ritenendoli responsabili dell’ignoranza dello loro figlie. È interessante notare che questa poesia fu inserita in un testo pubblicato dall’Università di Oxford. Nelle poesie come Le donne dicono, Gli uomini dicono, La protesta delle ragazze contro gli uomini, il poeta sollevò il problema della mancata libertà delle donne.
In una nota del racconto Il Leone e Farhad, una delle sue prime opere, c’è scritto, "15 luglio 1916", mentre non sono presenti date sulla copia manoscritta del racconto, Mansur e Sitara, nonché sulla copia, sempre manoscritta, dell’opera Sitara. Tuttavia, riconducendosi al suo stile, si può facilmente determinare che questi racconti vennero scritti tra la fine del 1915 e la metà del 1916. Anche in queste sue opere, l′autore parlava dell′ingiustizia presente nella società. Anche se Cabbarlı ha iniziato l’attività letteraria con la poesia, i suoi scritti più belli possono essere considerati delle vere e proprie opere drammaturgiche. Jabbal ha inoltre lavorato come drammaturgo per il teatro dell'Azerbaigian.
Secondo una nota trovata sull’opera Fedele Sariyya o il riso dentro le lacrime, questa venne scritta il 30 dicembre 1915. Vi si racconta come l’ignoranza presente nella società borghese fosse l’ostacolo più grande nell'amore tra due giovani.
Dopo l’opera Fedele Sariyya o il riso dentro le lacrime, Cabbarlı, nel 1915, scrisse, Fiori appassiti, in cui espresse la sua protesta contro l'ordine sociale. Nello stesso tempo, voleva dimostrare come il denaro e lo stato corrompe la morale del popolo, causando sofferenze e torture alla gente onesta. L’opera venne messa in scena per la prima volta, nel 1916, ad İsmayıllı.
La prima opera teatrale di Cabbarlı è del 1919, con “Nasreddin shah”. In essa lo scrittore evidenzia il dispotismo presente in Iran, le dure vite a cui sono costretti i contadini, e la lotta dei giovani iraniani per la conquista della libertà. “Nasreddin shah” venne messa in scena per la prima volta ad Aşgabat.
Gli anni '20 furono anni di grande fermento, e per Cabbarlı fonte di angosciose ricerche. Durante il periodo della Repubblica Democratica di Azerbaigian, tra il 1917 e il 1920, come molti scrittori, anche il giovane Cabbarlı scrisse spinto dall'orgoglio nazionale e dal patriottismo, spinta che si evidenzia con le opere “Stella o la guerra di Trablis”, e “Conquista di Edirne”, entrambe del 1917, opere che vennero pesantemente criticate e considerate alla stregua di "arte cattiva e tendenziosa". Entrambe le opere mostravano il recente passato della lotta dei turchi contro gli stranieri.
Nell’opera Guerra di Baku vennero descritte le atrocità commesse contro gli azeri da parte degli armeni, e l’attacco sanguinoso del marzo del 1918 a Baku: in particolare si racconta del salvataggio della città da parte dell’esercito turco, grazie all'intervento del commando di Nuru Pasha. Tale dramma venne messo in scena al Teatro Statale dell’Azerbaigian il 16 settembre 1919. Successivamente l'opera è andata perduta e non fu mai ritrovata.

## La seconda fase dell’attività letteraria
Il miglior risultato dell’attività letteraria di Cabbarlı tra il 1920 e il 1923, furono le opere Aydin e Ogtay Eloghlu. Entrambe vennero messe in scena con successo al Teatro Statale dell’Azerbaigian tra il 1921 e il 1923. Grazie all'opera Ogtay Eloghlu si progettò di rifondare il Teatro Nazionale dell’Azerbaigian.
L’idea di scrivere il dramma Sposa di fuoco nacque nel 1924, opera che venne dedicata agli eventi successi nel IX secolo, e principalmente alla lotta di Babək contro gli invasori arabi. Anche se la prima versione era completata già nel corso della metà del 1925, venne messa in scena solo tre anni più tardi, nel 1928, per la regia di A. A. Tuganov.
Cabbarlı è il fondatore della moderna di drammaturgia azera, fondatore del linguaggio del dramma che si fonda sulla lingua letteraria. Proprio il linguaggio stabilito da Cabbarlı ha permesso di tradurre le opere classiche europee in azero. Il suo stile drammatico venne successivamente sviluppato da scrittori di talento, come, Mirza Ibrahimov, Mehdi Huseyn, Ilyas Efendiyev, Sabit Rahman, Anwvar Mammadkhanli.
Tra il 1922 e il 1923, ha rappresentato il dramma in versi, "Fiume Araz". Molto probabilmente, l’opera fu dedicata alla tragedia e alla separazione del popolo azero. Nel 1923 ha pubblicato, sulla rivista "Istruzione e cultura", la poesia "Torre di Vergine".
Nel 1924, nel corso degli studi presso la facoltà di Studi Orientali dell’Università Statale di Baku Cabbarlı ha continuato la sua attività letteraria. Contemporaneamente alla scrittura dei racconti e delle poesie, lavorava alla traduzione di libri e articoli, pubblicandoli su diversi quotidiani. Le sue teorie sul teatro vennero raccolte nelle opere, “Lo stato attuale della letteratura dell’Azerbaigian”, “Il teatro da noi”, “Scuola del teatro in Azerbaigian”, opere scritte negli anni tra il 1924 e il 1925, nell’articolo "Polemiche letterarie", pubblicato sul quotidiano “Zehmet”.

## La terza fase dell’attività letteraria
Cabbarlı fu il drammaturgo più popolare e talentuoso dell’Azerbaigian nel decennio compreso tra il 1920 e il 1930. Gli fu di fatto conferita l'autorità di descrivere e caratterizzare il potere nel contesto storico e sociale dell'epoca. È impossibile considerare l'intera drammaturgia azera, forte, attiva e indipendente senza Cabbarlı. Dal 1927 iniziò la terza fase della sua attività letteraria. Dopo la costituzione del potere sovietico in Azerbaigian, nel 1927 lo scrittore scrisse l’opera “Sevil”, dedicata alla libertà delle donne. Nell’opera venne descritto il doloroso stile di vita e il processo di evoluzione di una donna azera. Nel 1928, la messa in scena di “Sevil”, aprì una strada alla libertà della donna.
L’attività drammaturgica di Cabbarlı negli anni ’30 ebbe inizio con il dramma, "Almaz". La prima messa in scena dell’opera è del 13 aprile 1931, con un grande successo di pubblico.
Nel 1931 Cabbarlı completò l’opera “Nel 1905”, con la quale il Teatro Statale Drammatico Turco aprì la stagione del 1931. L’opera parla dell’amicizia tra i popoli.
Nel 1932 Cabbarlı scrisse "Il ritorno", in cui evidenzia le difficoltà, sia nella letteratura sia nell'arte del teatro, di rendere l’ambiente teatrale libero sia da cattivi pensieri sia da malsane teorie.
Nello stesso anno scrisse "Yashar", messa poi in scena nel dicembre del 1932. Nell’opera viene descritta la figura del nuovo intellettuale azero. “Yashar” fu l’ultima opera completa di Cabbarlı.
Per il lavoro intenso e per aver trascurato la malattia cardiaca che si stava aggravando, Cabbarlı si indebolì molto e alla fine del 1934, il 31 dicembre alle ore 4 del mattino morì di paralisi del cuore.